# Odontochelys
Odontochelys ("ozubená želva") je rod možná nejstarší dosud objevené želvy (nebo želvám blízce příbuzného plaza). Typový druh O. semitestacea byl formálně popsán v roce 2008 podle objevu fosilií z jihozápadní Číny. Její stáří činí zhruba 220 milionů let (svrchní trias), je tedy přibližně o 15 milionů let starší, než všichni dosud objevení archaičtí zástupci této skupiny.

## Popis
Zajímavým znakem této "praželvy" je uspořádání jejího krunýře. Vyvinut je u ní pouze plastron - břišní část krunýře, karapax (hřbetní část) ještě přítomen není. Je tedy možné, že želvy vyvinuly nejprve tuto spodní část krunýře a ten tedy nevznikal spojitě, jak se dříve předpokládalo. Nález rodu Odontochelys nasvědčuje také tomu, že želvy vznikly původně v mořském prostředí. Dosud nejstarší známé želvy, jako byl rod Proganochelys z Německa, byly pravděpodobně suchozemskými formami. 
Předpokládá se, že tato pradávná želva obývala mělká moře v blízkosti břehů a živila se vodní vegetací v podobě řas a chaluh. Tuto představu podporuje i novější výzkum izotopů kyslíku ve fosilních kostech této pravěké želvy, který není ve shodě se situací u plně terestrických (na souši žijících) živočichů.